# Conservatorismo di sinistra
La sinistra conservatrice/ conservatorismo di sinistra è una combinazione politica della sinistra economica e del conservatorismo sociale.

## Descrizione
Il conservatorismo di sinistra è una combinazione, come idea mista che difende le idee di giustizia sociale e sovranità popolare, la difesa della famiglia e dei valori tradizionali, nonché un nazionalismo di sinistra mescolato con una restrizione del progressismo culturale, l'opposizione al diritto all'aborto, al femminismo, al postmodernismo.

## Diffusione
La sinistra conservatrice è fortemente ancorata al nazionalismo di sinistra russo , che è spesso mescolato con una forte adesione al cristianesimo ortodosso e ai suoi principi morali, nel rifiuto dell’occidentalizzazione e del liberalismo di destra ritenuto decadente.
Per Rabotyazhev « La possibilità dell'esistenza di un fenomeno politico come il conservatorismo di sinistra si spiega con il fatto che le ideologie conservatrici e socialiste avevano inizialmente numerosi punti di contatto. Il conservatorismo e il socialismo, in reazione al processo di modernizzazione, rifiutavano una civiltà liberale basata sull'individualismo, sul razionalismo e sul potere del denaro. »
Rabotyayev descrive che il Club Izborsk è intriso di un pensiero conservatore di sinistra, alcuni membri del quale si sforzano di raggiungere una sintesi delle tradizioni "rossa" (sovietica) e "bianca" ( zarista ).
Il termine "conservatore di sinistra" è stato utilizzato dallo scrittore nazionalista russo Zachar Prilepin per la fondazione del suo partito Per la verità.
Una parte della sinistra latinoamericana che rifiuta il neoliberismo professando l'antimperialismo e il socialismo ha adottato posizioni socialmente conservatrici sotto l'influenza della religione.
Anche i socialismi religiosi sono fortemente intrisi di conservatorismo attraverso i loro principi morali.

## “Sinistra” come posizione relativa tra i conservatori
Nello spettro politico, che presuppone una rivalità tra sinistra e destra, troviamo naturalmente alcuni conservatori le cui politiche sono relativamente di sinistra o vicine all'innovazione.

## Posizioni “conservatrici” sul socialismo: dagli anni ’80
I paesi che sono passati da un'economia socialista a un'economia capitalista, come la Russia , che ha subito un cambiamento di sistema dall'Unione Sovietica e dalla Repubblica popolare cinese, che ha seguito il corso di riforma e apertura, tentano di conservare e mantenere elementi socialisti. Tale posizione è anche chiamata Vecchia Guardia.